# Corte Suprema de Pakistán
La Corte Suprema de Pakistán, también denominado Tribunal Supremo de Pakistán, es el más alto tribunal de justicia de Pakistán.
Establecido de conformidad con la Parte VII de la Constitución de Pakistán, tiene la superior y última jurisdicción sobre apelaciones, consultas e interpretaciones de la Constitución y puede conocer de casos nuevos, sin que otro tribunal inferior lo haya conocido previamente. Los casos que involucran a la Corte son sobre cuestiones de leyes federales y pueden actuar sobre las sentencias dictadas sobre los casos en el contexto en el que goza de jurisdicción superior. En el sistema judicial de Pakistán, la Corte Suprema es el árbitro final de la disputa legal y constitucional, así como intérprete final del derecho constitucional.
En su composición actual, la Corte Suprema está integrado por el Presidente de la Corte Suprema de Pakistán, los dieciséis jueces y dos ad hoc que son confirmados a su nombramiento por el Presidente tras oír al primer ministro. Una vez nombrados, se espera que los jueces completen su mandato designado y luego se retiren, a menos que su mandato cese más pronto a través de la dimisión o destitución por el Consejo Supremo de Justicia. En sus fallos, los jueces se clasifican a menudo por tener filosofías conservadoras, liberales y moderadas.
La Corte Suprema tiene su sede permanente en Islamabad y se reúne en el edificio de la Corte Suprema en la avenida de la Constitución. La Corte Suprema a veces es conocida coloquialmente como SCOP, en analogía a otras como PMOP.

## Historia
En 1861, el gobierno británico de la India promulgó la Ley de tribunales superiores de la India que creó los tribunales superiores en todo el subcontinente indio y en varias provincias, aboliendo las cortes supremas de Calcuta, Bombay, Madras, Lahore y también el sistema Panchayati.
Hasta la promulgación de la Ley del Gobierno de la India en 1935, que creó la Corte Federal, estos nuevos tribunales superiores tenían poderes distintivos a los de tribunales más altos. La Corte Federal tenía una amplia gama de jurisdicciones para resolver disputas entre las provincias, las presidencias y el gobierno británico de la India, a menudo, escuchando apelaciones contra sentencias de los Tribunales Superiores.
Tras la independencia de Pakistán como resultado de la retirada británica de la India en 1947, la Corte Federal también fue dividida entre la India y Pakistán, siendo Harilal Kania el primer Presidente de la Corte Suprema de India y Abdul Rashid el primer Presidente de la Corte Suprema de Pakistán.
Mientras que la tradición de la cultura de la ley británica sigue siendo una parte integral de la Justicia pakistaní, la existencia moderna de la Corte Suprema de Pakistán se formó cuando la Constitución de Pakistán se promulgó el 23 de marzo de 1956.
La ratificación de la Constitución del Pakistán restableció la Corte Suprema en 1956, sustituyendo el nombre de "Corte Federal" por "Corte Suprema". Inicialmente, tenía su sede en Karachi, donde existe la Corte Suprema de Sindh. En años sucesivos, la Corte Suprema fue trasladada al Tribunal Superior de Lahore hasta que la Corte Suprema fue trasladada permanentemente a su nuevo edificio construido en Islamabad en 1964.

## Composición constitucional

### La Corte en la Constitución
Aunque la Corte Suprema se estableció en virtud de la Ley del Gobierno de la India de 1947, la estructura moderna de la corte fue restablecida por la Constitución de 1956 y reestructurada por la Constitución de Pakistán de 1973, donde una parte significativa de la Constitución de dedica a la reestructuración de la Corte Suprema.
La Parte VII de la Constitución, que abarca desde los artículos 176 a 191, trata de los poderes, la composición, las normas y las responsabilidades de la Corte Suprema.
Estos artículos se refieren a:
- Artículo 176 - Composición del Tribunal
- Artículo 177 - Nombramiento y cualificaciones del Presidente
- Artículo 178 - Juramento
- Artículo 179 - Cese
- Artículo 180 - Vacante, ausencia o incapacidad del Presidente
- Artículo 181 - Vacante, ausencia o incapacidad de otros magistrados
- Artículo 182 - Nombramientos especiales de magistrados
- Artículo 183 - Ubicación de la Corte
- Artículo 184 - Competencia en un conflicto entre dos o más gobiernos
- Artículo 185 - Competencia para conocer y resolver apelaciones
- Artículo 186 - Si así se solicita, informar al Presidente sobre asuntos importantes de derecho
- Artículo 186A - Autoridad para trasladar el lugar
- Artículo 187 - Órdenes y citaciones
- Artículo 188 - Poder de revisión de sus propias sentencias y órdenes
- Artículo 189 - Naturaleza vinculante de las decisiones de la Corte Suprema en todos los demás tribunales paquistaníes
- Artículo 190 - Todas las autoridades ejecutivas y judiciales del Pakistán obligadas a ayudar a la Corte Suprema

### Tamaño de la Corte
La Parte VII de la Constitución del Pakistán reconstituyó la composición de la Corte Suprema y los tribunales superiores, pero no especifica el número de jueces que deben componer la Corte Suprema. Las cualidades para servir en la Corte Suprema son estrictamente impuestas por la Constitución y se basan en el mérito, el intelecutualismo personal, y la experiencia como juez en los tribunales superiores.
En 1947, la Corte Suprema consistía en un Presidente y seis jueces superiores de Sind, Punyab, Peshawar, Baluchistán y Bengala Oriental. A lo largo de los años, la labor de la Corte aumentó y los casos comenzaron a acumularse, llevando a la Corte Suprema a pedir al Parlamento que aumentara el número de jueces. A medida que aumentó el número de jueces, se formaron grupos de trabajo más pequeños de dos o tres (división colegiada), sin embargo, en ocasiones tienen que reunirse en bancadas más grandes de cinco o más (división constitucional) cuando sea necesario para resolver cuestiones fundamentales de derecho.

### Elegibilidad, nominación y confirmación
La nominación de los magistrados en la Corte Suprema proviene de una decisión ejecutiva hecha por el primer ministro basada en los méritos de los jueces, el intelectualismo personal y la experiencia como juez en los tribunales superiores. El Presidente confirma entonces la nominación y finalmente nombra al Presidente y a los magistrados de la Corte Suprema.
La Constitución establece claramente:
- Tiene que ser un ciudadano de Pakistán que haya sido:[17]

- Durante un período de cinco años como máximo, un juez de un Tribunal Superior.
- Por un período de, o por períodos acumulativos, de un mínimo de quince años, como abogado de un Tribunal Superior.

Desde la década de 1990, el proceso de nominación y confirmación ha atraído una considerable atención de la prensa escrita y los medios electrónicos, ya que los medios de comunicación a menudo comentan y opinan que la selección del ejecutivo de los jueces responde únicamente ha si éstos están de acuerdo con la ideología del gobierno.

#### Nombramientos ad hoc y cese
Ha habido nombramiento ad hoc en la Corte Suprema cuando no era posible alcanzar el cuórum de los jueces, o si cuando era necesario aumentar el número de jueces en el Tribunal Supremo. La nominación proviene directamente de la Comisión Judicial presidida por el Presidente de la Corte Suprema, quien prepara el resumen de la nominación cuando el Presidente confirme sus nombramientos.
En la actualidad, hay dos jueces que están en la cita ad hoc que son de la Corte Federal de la Sharia.
Un juez de la Corte Suprema puede ser removido de acuerdo con la Consticuión solamente por motivos de mala conducta, probada incapacidad o por orden del Presidente de Pakistán. Una carta escrita debe ser enviada al Consejo Supremo de Justicia que llevará a cabo las audiencias de acusaciones de mala conducta que determinarían el cese del juez.

### Mandato, salario y post-jubilación
La Comisión Judicial determina el salario, otros subsidios, licencia, pensión, etc. de los jueces de la Corte Suprema. Un juez de la Corte Suprema obtiene 558.907 Rupias (4.527,15 €) con asignaciones adicionales de 259.009 (2.097,97 €). Otros beneficios incluyen vivienda gratuita y el tratamiento médico, así como facturas de electricidad libres de impuestos. Un juez que se ha jubilado como un juez de la Corte Suprema está excluido de la práctica en cualquier tribunal de justicia o ante cualquier otra autoridad en Pakistán.

## Independencia judicial
La Corte Suprema de Pakistán está diseñada con ampla independencia y con amplios poderes, lo que la permite bloquear cualquier mandato del poder ejecutivo o incluso del poder legislativo que vaya en contra de la legalidad y la Constitución. La Corte Suprema ha mantenido su integridad institucional y ha sido capaz de mantener su autoridad en cierta medida frente a los diferentes estados de ley marcial habidos en Pakistán en las últimas décadas.
Un ejemplo de uno de los poderes de iure otorgada a la Corte en el artículo 17 de la Constitución es:

Todo ciudadano que no esté al servicio del Estado de Pakistán tendrá derecho a formar o ser miembro de un partido político, sujeto a las restricciones razonables impuestas por la ley en interés de la soberanía o la integridad del Pakistán y la ley dispondrá que cuando el Gobierno declare que se ha formado o opera un partido político en forma perjudicial para la soberanía o la integridad del Pakistán, el Gobierno Federal remitirá el asunto a la Corte Suprema, dentro de los quince días siguientes a dicha declaración. La decisión sobre dicha remisión será definitiva.
Artículo 17, Libertad de Asociación; Capítulo 1: Derechos fundamentales y principios. Constitución de Pakistán

En consecuencia, la Corte Suprema ofrece, en principio, una salvaguardia importante contra el abuso de leyes que podrían tener consecuencias políticamente represivas o una clara violación de los derechos humanos. Además, la Constitución también permite a la Corte Suprema ejercer sus facultades y tomar acciones contra la persona, independientemente de su estatus o autoridad, si esa persona fuese desobediente o irrespetuosa hacia la Corte Suprema, sus jueces o sus empleados mediante un comportamiento que se oponga o desafíe la integridad institucional y la autoridad popular de la Corte Suprema.
En 1997, el Presidente del Tribunal Syed Sajjad Ali Shah acusó al primer ministro Nawaz Sharif de desacato al tribunal pero la orden fue anulada por el Consejo Supremo de Justicia. En 2012, el Presidente de la Corte Suprema, Iftikhar Chaudhry, prohibió retroactivamente al primer ministro Yousaf Raza Gillani ocupar el cargo después de que éste fuera hallado culpable de cargos de desacato y se negara a seguir las órdenes del tribunal. En 2013, el Tribunal Supremo tomó acciones contra el populista Imran Khan al criticar la sentencia de los jueces superiores de la Corte Suprema con respecto a las elecciones. El caso fue retirado más tarde cuando el Fsical General aseguró a los jueces de la Corte Suprema que Imran Khan no insubordinó al poder judicial.

## Miembros de la Corte
Los jueces y juristas de la Corte Suprema se jubilan obligatoriamente a la edad de 65 años, a menos que los juristas renuncien o sean destituidos de sus cargos con anterioridad, o que registren razones por las que se desvían de esta regla de conformidad con la Constitución. Mediante una ley del parlamento de 1997, hay un número fijo de 17 jueces y, en la actualidad, hay actualmente dieciséis jueces y una vacante que aún está por llenar. Además, hay dos nombramientos Ad hoc de entre los juristas de la Corte Federal de Shariat para ayudar con casos de religiosidad.

### Presidente y jueces
| Orden | Nombre                | Fecha de nombramiento    | Fecha de cese            | Tribunal de Procedencia       | Notas                                                                                       |
| ----- | --------------------- | ------------------------ | ------------------------ | ----------------------------- | ------------------------------------------------------------------------------------------- |
| 1     | Asif Saeed Khan Khosa | 18 de febrero de 2010    | 20 de diciembre de 2019  | Corte Superior de Lahore      | Nombrado Presidente del Tribunal el 18 de enero de 2019.                                    |
| 2     | Gulzar Ahmed          | 16 de enero de 2011      | 1 de febrero de 2022     | Corte Superior de Sindh       | Segundo por antigüedad, será el presidente nº27 del Tribunal a partir de diciembre de 2019. |
| 3     | Azmat Saeed           | 1 de junio de 2012       | 19 de agosto de 2019     | Corte Superior de Lahore      |                                                                                             |
| 4     | Mushir Allam          | 20 de septiembre de 2013 | 18 de agosto de 2021     | Corte Superior de Sindh       |                                                                                             |
| 5     | Umar Ata Bandial      | 17 de junio de 2014      | 16 de septiembre de 2023 | Corte Superior de Lahore      | De acuerdo con su antigüedad, será el Presidente n.º 28 del Tribunal.                       |
| 6     | Qazi Faez Isa         | 5 de septiembre de 2014  | 26 de octubre de 2024    | Corte Superior de Balochistan | De acuerdo con su antigüedad, será el Presidente n.º 29 del Tribunal.                       |
| 7     | Maqbool Baqar         | 17 de febrero de 2015    | 4 de abril de 2022       | Corte Superior de Sindh       |                                                                                             |
| 8     | Manzoor Ahmad Malik   | 5 de noviembre de 2015   | 30 de abril de 2021      | Corte Superior de Lahore      |                                                                                             |
| 9     | Sardar Tariq Masood   | 5 de noviembre de 2015   | 10 de marzo de 2024      | Corte Superior de Lahore      |                                                                                             |
| 10    | Faisal Arab           | 14 de diciembre de 2015  | 4 de noviembre de 2020   | Corte Superior de Sindh       |                                                                                             |
| 11    | Ijaz-ul-Ahsan         | 28 de junio de 2016      | 4 de agosto de 2025      | Corte Superior de Lahore      | De acuerdo con su antigüedad, será el Presidente n.º 30 del Tribunal.                       |
| 12    | Mazhar Alam Khan      | 30 de diciembre de 2016  | 13 de julio de 2022      | Corte Superior de Peshawar    |                                                                                             |
| 13    | Sajjad Ali Shah       | 14 de marzo de 2017      | 13 de agosto de 2022     | Corte Superior de Sindh       |                                                                                             |
| 14    | Mansoor Ali Shah      | 6 de febrero de 2018     | 27 de noviembre de 2027  | Corte Superior de Lahore      | De acuerdo con su antigüedad, será el Presidente n.º 31 del Tribunal.                       |
| 15    | Munib Ahktar          | 8 de mayo de 2018        | 13 de diciembre de 2028  | Corte Superior de Sindh       | De acuerdo con su antigüedad, será el Presidente n.º 32 del Tribunal.                       |
| 16    | Yahya Afridi          | 28 de junio de 2018      | 22 de enero de 2030      | Corte Superior de Peshawar    | De acuerdo con su antigüedad, será el Presidente n.º 33 del Tribunal.                       |
| 17    | Qazi Muhammad Amin    | 24 de abril de 2019      | 25 de marzo de 2022      | Corte Superior de Lahore      |                                                                                             |

### NombramientosAd hoc
| Número | Nombre              | Fecha de nombramiento | Fecha de cese | Institución de procedencia                      | Alma mater             |
| ------ | ------------------- | --------------------- | ------------- | ----------------------------------------------- | ---------------------- |
| 18     | Muhammad Al-Ghazali | Sin datos             | Sin datos     | Universidad Islámica Internacional de Islamabad | Universidad de Islamia |
| 19     | Khalid Masud        | Sin datos             | Sin datos     | Universidad Islámica Internacional de Islamabad | Universidad McGill     |

## Edificio e instalaciones

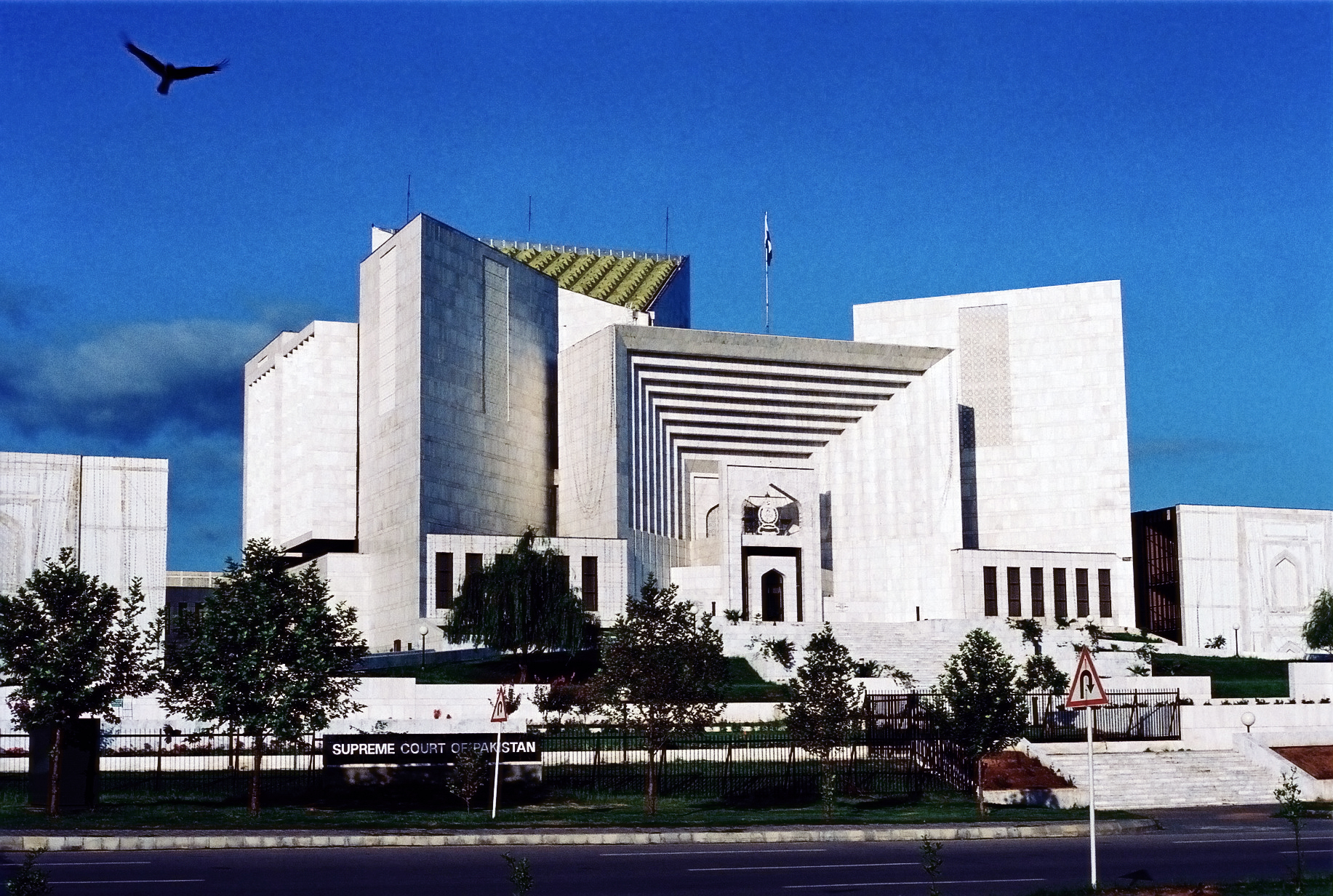
Edificio de la Corte Suprema

El edificio de la Corte Suprema está ubicado en la Avenida de la Constitución en Islamabad, junto a la Secretaría del primer ministro al sur y el Palacio Presidencial y el Edificio del Parlamento al norte.
Inicialmente, la Corte Suprema se reunió en Karachi y más tarde se trasladó a Lahore / Rawalpindi hasta 1960 después de que el gobierno se trasladó a Islamabad. El edificio de la Corte Suprema está dentro del ámbito de la Policía de Islamabad, manteniendo la ley y el orden, así como la seguridad del campus de la corte.
El edificio de la Corte Suprema está diseñado por el renombrado arquitecto japonés Kenzo Tange, en un estilo modernista que complementa el edificio del Parlamento. La CDA y la Agencia de Protección Ambiental supervisaron la ingeniería del edificio de la Corte Suprema y las infraestructuras de las obras civiles a lo largo de su larga construcción desde la década de 1960. En los años 1980-90, la CDA aumentó más tarde la infraestructura de la Corte Suprema especialmente cuando se construyó la biblioteca de la Corte Suprema.
El Complejo de la Corte se compone del Bloque Central Principal, Bloque de la Cámara de Magistrados y Bloque Administrativo, que abarca 31.574,12 m². La administración de la Corte es supervisada por el Presidente de la Corte que ejerce los poderes a través de los Registradores, Oficiales de la Ley, Bibliotecarios y Secretarios Particulares para ejecutar las funciones judiciales de manera adecuada.
El Tribunal dispone de complejas cámaras de jueces, un edificio separado que consta de la biblioteca de derecho, varios espacios de reunión y servicios auxiliares, incluyendo un auditorio de conferencias. Hay un vestíbulo de arquitectura victoriana, una cafetería, salas de conferencias y un comedor de época, que vuelve a recordar la época victoriana. La Biblioteca de la Corte Suprema tiene una colección de 72.000 libros de leyes, informes y revistas que se encuentra en el sótano.

### Museo de la Corte
El museo de la Corte Suprema sirve como un inestimable depósito para preservar la Historia Judicial de las eras pre y post-Independencia para la generación futura. Las colecciones del Museo incluyen bellas artes, historias orales, fotografías, pertenencias personales de jueces honrados y jueces principales y, una colección de documentos raros. Estas colecciones se exponen en la galería de exposiciones permanentes del Museo, así como en exposiciones temporales; Seguramente en el futuro estos materiales de archivo serán activos para los investigadores. La idea del Museo de la Corte Suprema fue ideada en el año 2010 por el Juez Supremo Tassaduq Hussain Jillani y se completó en junio de 2016.

## Jurisdicción
La Corte Suprema tiene jurisdicción, y así la ejerce, sobre todos los casos en los que se haya alcanzado ya un veredicto. En 1976, la jurisdicción de la Corte Suprema fue limitada mediante la aprobación de la Quinta Enmienda a la Constitución, pero sus poderes fueron restaurados y ampliados en 1985 a través de la Octava Enmienda.
La Corte Suprema o Tribunal Supremo goza de una poderosa jurisdicción en el país, ejerciendo ésta sobre el gobierno federal, los gobiernos provinciales, las agencias gubernamentales, las ONGs, y donde el gobierno y los organismos gubernamentales no cumplen con su obligación de proteger los derechos humanos básicos o cuando se desvíen de la ley. Esto puede hacerlo motu proprio, es decir, por propia iniciativa.
Entre de 2008-2013, la Corte Suprema ejerció repetidamente su poder motu proprio para el control y equilibrio sobre las autoridades gubernamentales para prevenir el abuso de éstas de los derechos humanos y prevenir el error judicial.
La jurisdicción independiente de la Corte Suprema es considerada positiva por los observadores legales como un intento de proporcionar un juicio justo, rápido y público a las autoridades acusadas de abusar de los derechos humanos básicos. Comentando la cuestión del motu proprio, el juez K.M. Sharif opinó críticamente: "La jurisdicción [del Tribunal Supremo] tomará nota de todo asunto en el que el ejecutivo esté mostrando holgura". La Corte Suprema es el único tribunal federal que tiene jurisdicción sobre los recursos directos de las decisiones de tribunales superiores, como facultades otorgadas por la Constitución como jurisdicción de apelación.
La Corte Suprema también tiene jurisdicción original en cualquier disputa entre dos o más gobiernos provinciales o el propio Gobierno de Pakistán, donde la Corte Suprema puede pronunciar sentencias declaratorias sólo para resolver las disputas. Sin embargo, casi todos los casos son llevados a la Corte Suprema mediante apelación, haciendo que los casos considerados como jurisdicción original ocurran rara vez. La Corte Suprema tiene competencia consultiva para responder a las preguntas y emitir dictámenes escritos de importancia pública, tal como fue consultado por el Presidente a solicitud del primer ministro, sobre los asuntos jurídicos y técnicos relacionados con la aplicación de la ley y el mandato constitucional.
Además, la Corte Suprema también goza de la jurisdicción plena y puede ejercer sus facultades plenas para dictar órdenes apropiadas para asegurar el cumplimiento de sus órdenes y para completar la justicia en todos los niveles de las órdenes.